# Хмелевский, Генрик Ежи
Генрик Ежи Хмелевский (пол. Henryk Jerzy Chmielewski, также известный как «Папаша Хмель» «Papcio Chmiel»; 1923—2021) — польский художник-график и карикатурист, также журналист.

## Биография
Родился 7 июня 1923 года в Варшаве.
В 1930—1936 годах учился в народной начальной школе № 3. В 1936 году поступил в частную мужскую гимназию Stefana Żeromskiego. Являлся членом 70-й варшавской скаутской группы.
7 сентября 1939 года по призыву Романа Умястовского до Лукува, но вернулся в Варшаву в октябре 1939 года. В марте 1943 года принял присягу и стал солдатом Армии Крайовой, получил прозвище «Юпитер». Принимал участие в Варшавском восстании — был бойцом в рядах 7-го пехотного полка Армии Крайовой «Garłuch».
В связи с сильным разрушением Варшавы в 1945 году переехал в Лодзи. В марте 1945 года поступил на работу чертежником Технического отдела Centralnym Zarządzie Przemysłu Włókienniczego и начал учиться на втором курсе средней школы в частной Gimnazjum im. Duczymińskiego. В июле 1945 года Хмелевский был призван в Польскую армию и служил в Торуни.
Свою карьеру художника начал в армии, работая в газете. Демобилизовавшись, с августа 1947 года работал художником-карикатуристом сначала в журнале «Świecie Przygód», затем — в «Świat Młodych». В 1950—1956 годах учился на факультете графики в варшавской Академии изящных искусств.
Генрик Хмелевский был автором серии комиксов — «Sierżant King z królewskiej konnicy» (1947), «Sadełko i Szczudełko» (1948), «Witek sprytek» (1955—1957) и «Cyrk Bum Tarara» (1957). Стал широко известен по очень популярной серии комиксов «Tytus, Romek i A’Tomek», которая издаётся с 1957 года и разошлась многомиллионным тиражом. Главные герои серии — двое мальчиков-харцеров и говорящий шиманзе.
Умер 22 января 2021 года в Варшаве.

### Личная жизнь
В 1949—1974 годах Генрик Ежи Хмелевский был женат на Анне Сливинской, от которой у него было двое детей. Его сын — Артур Бартломей Хмелевский, является сотрудником Лаборатории реактивного движения НАСА; дочь — Моника Леман, художница и создательница гобеленов.